# بدائل اللحوم

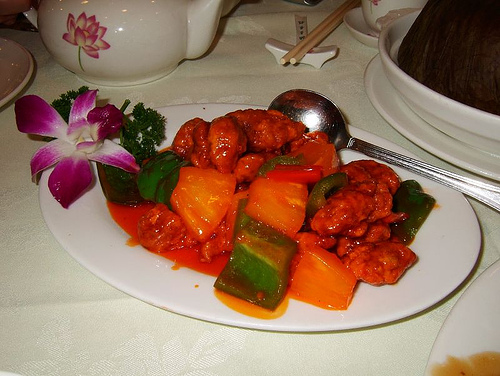
توفو من هونغ كونغ من المطبخ البوذي محضر من بديل للحوم

عموماً، تعرف بدائل اللحوم بأنها المواد الغذائية المصنوعة من مواد غير اللحوم، وأحياناً دون وجود أي منتجات حيوانية فيها كمنتجات الألبان. يوفر السوق بدائل لحوم تتضمن مواد خضرية ونباتية، وهي مناسبة لغير النباتيين الذين يسعون للحد من استهلاك اللحوم لأسباب صحية أو أخلاقية، وللأشخاص الذين يتبعون قوانين غذائية تفرضها عليهم أديانهم ككشروت أو المطبخ الهندي. قد تكون اللحوم المباحة أقدم صورة معروفة لبدائل اللحوم.

## اللحوم النباتية وبدائل منتجات الألبان والبيض

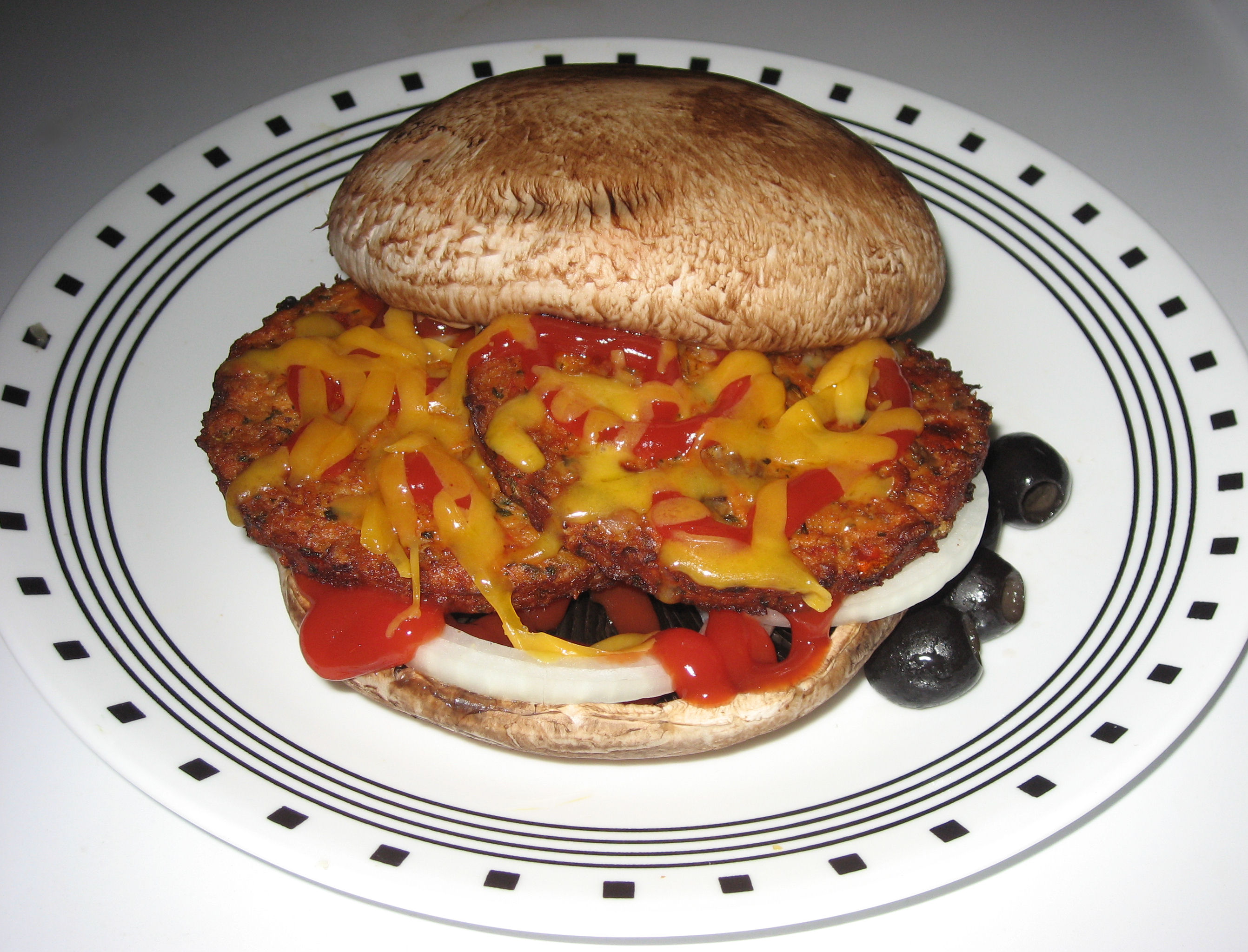
برغر نباتي مزين بالبصل والكاتشب وجبنة تشيدر

تصنع بعض أنواع اللحوم البديلة النباتية حسب وصفات قديمة تعود لقرون من الزمان وترتكز على عيش الغراب والقمح والأرز غلوتين البقوليات وتيمبيه أو توفو مضغوط مع نكهة مضافة ليصبح طعم المنتج النهائي شبيهاً بطعم لحم الدجاج أو اللحم البقري أو لحم الضأن أو الخنزير أو السجق أو المأكولات البحرية وغيرها.
ومن الأمثلة الأخرى على اللحوم النباتية جلد التوفو (يوبا) والبروتين ذو التركيبة النباتية وهما من الصويا.
يصنع جلد التوفو بأخذ الطبقة المتشكلة من غلي حليب الصويا وتشكيلها في طبقات رقيقة.
بدائل منتجات اللألبان تتكون من أرز معالج وفول الصويا (توفو وحليب الصويا وبروتين الصويا المعزول وغلوتين وكاجو ولوز وخميرة غذائية، إضافة إلى نكهة لتجعل طعم المنتج كطعم الحليب أو الأجبان أو اللبن أو المايونيز أو البوظة أو الجبن الكريمي أو الكريمة الحامضة أو الكريمة المخفوقة أو الزبدة. تتضمن العديد من بدائل منتجات الألبان الكازين وهو يستخرج من بروتينات الحليب المجفف.
أما بديل البيض فيتضمن التوفو ونشا التابيوكا وبذور الكتان المطحونة وموز مهروس وصوص التفاح، ويحضر كمنتج تجاري تستخدم كبديل عن البيض في المنتجات التي يدخل البيض في تكوينها